# Jakobakannetje

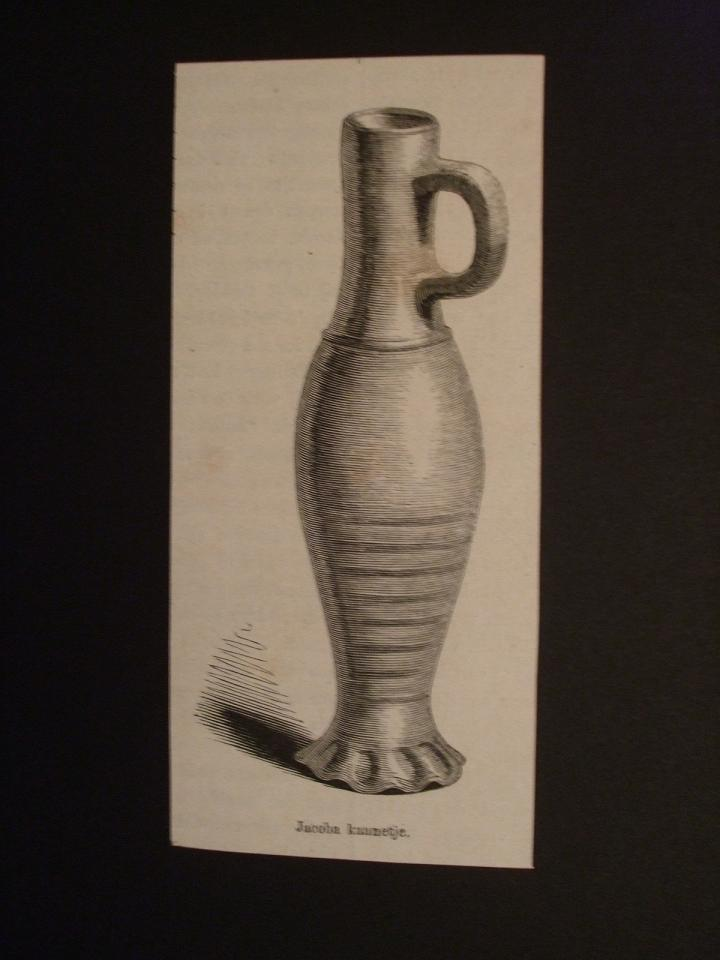
Jakobakannetje uit de 15e eeuw

Een jakobakan is een drinkkan uit de late middeleeuwen. Ze werd vanaf ca. 1350 massaal op de pottenbakkersschijf vervaardigd in Siegburg, Duitsland. Het is zogenoemd Rijnlands steengoed.

## Vorm
De vroege kannen zijn van lichtgrijs ongeglazuurd keramiek en zijn zo'n 20–30 cm hoog. Ze zijn vrijwel cilindrisch en hebben een diameter van ongeveer 10 cm. In later tijd werden ze smaller en kregen een eivormige buik. De kan heeft een bandvormig oor als handvat en staat op een vaak toegeknepen gewelfde standring.

## Naam

Wapen van Vlissingen.

Er worden bij opgravingen en ook bij bergingen van scheepswrakken uit de 14e en 15e eeuw vaak fragmenten en complete jakobakannen gevonden. Al in de 17e eeuw kwamen ze tevoorschijn toen de slotgracht van Slot Teylingen in Voorhout werd uitgebaggerd. Omdat Jacoba van Beieren (1401-1436) daar de laatste jaren van haar leven sleet en het vaatwerk ongeveer uit die tijd dateerde, werden de kannetjes vervolgens naar haar vernoemd.

## Stadswapen
In het wapen van Vlissingen komt het jakobakannetje voor. Het wapen wordt omschreven als "Van keel beladen met een Jacoba's kruikje van zilver, gekroond, geketend en gecierd van goud. 't Schild gedekt met een kroon, mede van goud".